# Prix Nocturne
Le prix Nocturne est un prix littéraire français créé en 1962 par Roland Stragliati (1909-1999), de la revue Fiction, et ressuscité de 2006 à 2015 par la revue Le Nouvel Attila,. Il est attribué en automne pour récompenser « des œuvres fantastiques ou insolites »,.

## Fonctionnement
Relancé en 2006 et arrêté pour l'instant en 2015, le prix Nocturne avait pour vocation de récompenser une œuvre littéraire disparue. Le jury était composé de membres de la revue Le Nouvel Attila. L'ouvrage distingué était alors imprimé par la maison d'édition du même nom, Le Nouvel Attila.

## Liste des lauréats
- 1962 - Leo Perutz, Le Marquis de Bolibar (Albin Michel, 1930)
- 1963 - Bruno Schulz, Le Traité des mannequins (Julliard, 1961)
- 1966 - Hugues Rebell, Les nuits chaudes du Cap français (La Plume, 1902)
- 2006 - Giovanni Papini, Gog (Flammarion, 1932)[6]
- 2007 - Ramón J. Sender, Noces rouges (Seghers, 1947)[7]
- 2008 - Miodrag Bulatović, Le Coq rouge (Seuil, 1965)[8]
- 2009 - André Laurie, Spiridon le muet (Rouff, 1908)[9]
- 2010 - Ermanno Cavazzoni, Cirenaica (Einaudi, 1999)[10]
- 2011 - Ludvík Vaculík, Les Cobayes (Gallimard, 1974)[11]
- 2012 - André de Richaud, La Nuit aveuglante (Robert Morel, 1966)[12]
- 2013 - Max Blecher, Aventures dans l'irréalité immédiate (Maurice Nadeau, 1972)[13]
- 2014 - Živko Čingo (en), La Grande Eau (L'Âge d'Homme, 1980)[14]
- 2015 - Wilson Harris, L’Échelle secrète (Belfond, 1981) et Cristina Peri Rossi, Le Soir du dinosaure (Actes Sud, 1985)[15]